# 柳德米拉·帕夫利琴科
柳德米拉·米哈伊里芙娜·帕夫利琴科（羅馬化：Liudmyla Mykhailivna Pavlychenko；1916年7月12日—1974年10月10日），苏联烏克蘭裔狙擊手。以在第二次世界大战期间击毙309名敌人而闻名，亦因此而獲得了「狙擊女王」（Sniper queen）與「死亡之女」（Lady Death）的外號。

## 生平
1916年7月12日，柳德米拉·帕夫利琴科出生在乌克兰白采尔科维的一个小村庄。在孩童时代，帕夫利琴科学习勤奋、成绩优良。9年级时，她搬家到了基辅。后来，她常参加一家射击俱乐部的活动，很快成为一名神枪手。1937年，帕夫利琴科在基辅大学完成硕士论文答辩，论文的主题是乌克兰哥薩克酋长博格丹·赫梅利尼茨基。

## 第二次世界大战
1941年6月22日，纳粹德国按照“巴巴罗萨计划”对苏联发动突然袭击，苏德战争爆发。此时，24岁的帕夫利琴科正在基辅大学研读历史。她随即报名参军，获选为步兵队成员，加入苏联红军第25步兵师，红军军官本来想让帕夫利琴科担任战地护士，但帕夫利琴科对此明确拒绝，终于成为红军2000名女性狙擊手中的一员。
1941年8月，第25步兵师奉命保卫在别利亚耶夫卡附近的高地。在附近的一个村落，帕夫利琴科取得最初的战果，她使用一支带P.E.4瞄准镜的莫辛-那甘7.62毫米狙击步枪，击毙了两名敌军。
此后的两个半月，帕夫利琴科随军在敖德薩與德軍及羅馬尼亞军作战，期间打死187个敌人。羅馬尼亞军攻占敖德萨之后，苏军撤往克里米亚的塞瓦斯托波爾。帕夫利琴科在此战斗了八个月，經歷了塞瓦斯托波爾圍城戰。到1942年5月，帕夫利琴科击毙257名敌军士兵的战绩已经引起苏军的注意，并得到广泛宣传。次月，帕夫利琴科被迫击炮击伤。由于苏军对其高度重视，在其伤好之后，即离开战斗部队。最终，帕夫利琴科在二战中毙敌人数为309名，其中包括36名敌军狙击手。

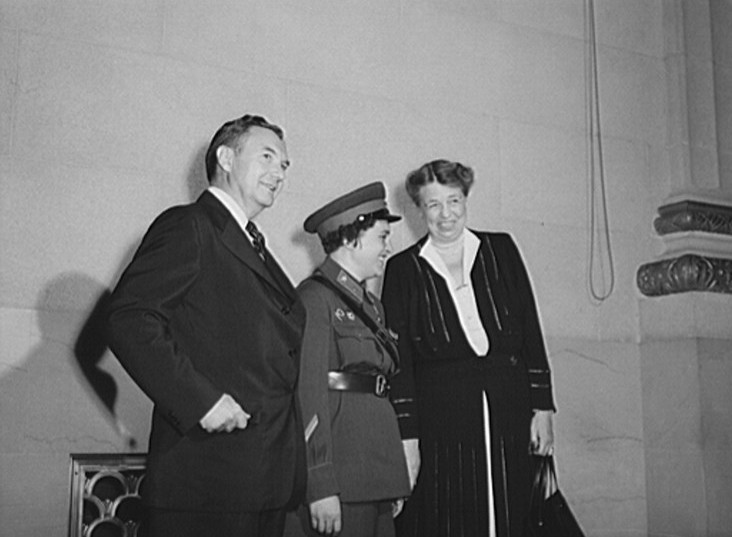
1942年，帕夫利琴科在美國白宫內與總統夫人埃莉诺·罗斯福。

1942年下半年，苏联政府安排帕夫利琴科访问加拿大和美国，宣传其战争事迹。在白宫，她得到富兰克林·罗斯福的接见，成为美国总统接见的第一位苏联公民。
帕夫利琴科的最终军衔为少校。回到苏联，她继续为红军培养和训练狙击手，直至战争结束。1943年，她荣获苏联英雄的金星奖章。

## 战后
二战结束后，帕夫利琴科完成了在基辅大学的学习，成为一名历史学者。1945至1953年间，在蘇聯海軍总部担任助理。此后，加入苏维埃战争老兵委员会。1974年10月10日，帕夫利琴科在莫斯科病逝，享年58岁，埋葬在莫斯科新圣女公墓。

## 纪念

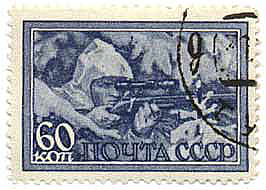
1943年苏联发行的帕夫利琴科纪念邮票

- 帕夫利琴科的家乡白采尔科维和曾经战斗过的塞瓦斯托波爾都有以她的名字命名的街道，其中她的母校——白采尔科维第三中学就坐落在那条街；
- 美国著名左翼歌手伍迪·蓋瑟瑞的乡村歌曲《Miss Pavlichenko》
- 电影《狙擊•309》（2015， 乌克兰、 俄羅斯），帕夫利琴科一角由俄罗斯演员尤利娅·别列希尔德饰演
- 美国Gearbox软件公司出品的第一人称射击游戏《无主之地》系列的第二部《无主之地2》以及第三部《无主之地3》中的狙击步枪被称为“Lyuda”（柳德米拉的昵称）
- 日本动漫DARKER THAN BLACK（BONES、岡村天齋）第二部流星之双子的女主角名为“苏芳·米哈伊洛芙娜·帕夫利琴科”
- 游戏《使命召唤：先锋》的主角波琳娜·彼得罗娃以柳德米拉为原型